# 乔·麦克纳米
约翰·约瑟夫·麦克纳米（英語：John Joseph McNamee，1926年9月24日—2011年7月16日），美国NBA联盟前职业篮球运动员。他在1950年的NBA选秀中第1轮第9顺位被罗切斯特皇家选中。